# 2008
2008 (MMVIII) е високосна година, започваща във вторник според Григорианския календар.
- Световна година на планетата Земя.[1]
- Международна година на картофа.[2]
- Световна година на езиците.
- Германия – година на математиката.
- Русия – Съюзът за защита на птиците в Русия обявява година на червенушката.
- Година на жабата.[3]

Съответства на:
- 1457 година по Арменския календар
- 6758 година по Асирийския календар
- 2958 година по Берберския календар
- 1370 година по Бирманския календар
- 2552 година по Будисткия календар
- 5768 – 5771 година по Еврейския календар
- 2000 – 2001 година по Етиопския календар
- 1386 – 1387 година по Иранския календар
- 1429 – 1430 година по Ислямския календар
- 4704 – 4705 година по Китайския календар
- 1724 – 1725 година по Коптския календар
- 4341 година по Корейския календар
- 2761 години от основаването на Рим
- 2551 година по Тайландския слънчев календар
- 97 година по Чучхе календара

## Събития

### Януари
- 1 януари – Кипър и Малта приемат еврото.[4]
- 1 януари – Словения започва председателството си в Европейския съюз, като първата от новите членки.[5]
- 1 януари – В Португалия и Франция е забранено тютюнопушенето на обществени места.
- 4 януари – Поради заплахи за терористични нападения Рали Дакар е отменено.
- 10 януари – Космическата совалка Атлантис излита на мисия STS-122, за да скачи европейския лабораторен модул Калъбъс към Международната космическа станция.
- 18 януари – Официално посещение на президента на Русия Владимир Путин в България.
- 17 януари – Самолетът при полет 38 на „Бритиш Еъруейс“ се разбива пред пистата на летище „Лондон Хийтроу“ и ранява 47 души.
- 23 – 27 януари – В Давос, Швейцария се провежда световният икономически форум.
- 24 януари – Иракският парламент сменя националния флаг на Ирак, като маха трите звезди – символ на партията БААС.
- 27 януари – Новак Джокович и Мария Шарапова са победителите на Откритото първенство на Австралия по тенис.
- 30 януари – Учените предвиждат шанс 1 към 75 астероидът 2007 WD5 да удари Марс,[6] по-късни измервания дават шанс 1 към 10 000, но сблъсък не се осъществява.

### Февруари
- 2 февруари – Бунтовници нахлуват в столицата на Чад, Н'джамена.
- 2 февруари – Френският президент Никола Саркози се жени за Карла Бруни.
- 3 февруари – Борис Тадич е преизбран за президент на Сърбия.
- 5 февруари – Посещение на президента на Унгария Ласло Шойом в България.
- 12 февруари – Стивън Спилбърг се отказва от поста директор на церемониите по откриването и закриването на Олимпийските игри в Пекин, защото китайското правителство не е направило необходимото за прекратяване на огъня в Дарфур, Судан.
- 17 февруари – Косово едностранно обявява независимост.
- 19 февруари – Избори за президент на Армения.
- 21 февруари – Демонстрация в Белград против провъзгласената независимост на Косово.
- 21 февруари – Самолетът при полет 518 на „Санта Барбара Еърлайнс“ се разбива в склон на планина близо до летището в Мерида, Венецуела и убива всички 46 души на борда.
- 24 февруари – Фидел Кастро се оттегля от поста Президент на Куба, след като близо 50 години изпълнява тази длъжност.
- 28 – 29 февруари – Влак изгаря в близост на Червен бряг, причините за което не са изяснени.
- 29 февруари – Мило Джуканович е преизбран за министър-председател на Черна Гора.

### Март
- 2 март – Президентски избори в Русия – Дмитрий Медведев е избран за президент.
- 3 март – 130 години от освобождението на България от османска власт.
- 5 март – Сайтът worldmathsday.com обявява световен ден на математиката.
- 5 март – Посещение на президента на Република Македония Бранко Цървенковски в България.
- 8 март – Посещение на Ангела Меркел в Русия.
- 10 март – Работно посещение на Георги Първанов в Азербайджан, среща с президента на Азербайджан Илхам Алиев.
- 13 – 14 март – Провежда се конференция на Организация Ислямска конференция.
- 19 март – Европейският парламент отбелязва 50-годишнината си.
- 22 март – Палестинските групировки Хамас и Фатах подписват примирие в столицата на Йемен Сана.
- 25 март – Юсуф Реза Гилани е избран за министър-председател на Пакистан.
- 25 март – Официално посещение на Георги Първанов в Израел, среща с президента на Израел Шимон Перес.
- 26 март – Посещение на Георги Първанов в Палестина, среща с президента на Палестина Махмуд Абас.
- 28 март – Жозе Мануел Барозу получава орден „Стара планина“ първа степен за изключително големите си заслуги за разрешаването на казуса с българските медици в Либия и за завръщането им в България.
- 29 март – Президентски и парламентарни избори в Зимбабве.
- 29 март – „Часът на Земята“ (от 20:00 часа до 21:00 часа).

### Април
- 2 април – В Букурещ е проведена 20-а среща на НАТО.
- 5 април – Посещение на Джордж Буш в Сочи, Русия.
- 6 април – Президентски избори в Черна Гора.
- 8 април – Официално посещение на Георги Първанов в Полша, среща с президента на Полша Лех Качински.
- 9 април – Парламентарни избори в Южна Корея.
- 14 април – Официално посещение на Георги Първанов е Египет, среща с президента на Египет Хосни Мубарак.
- 15 – 20 април – папа Бенедикт XVI е на посещение в САЩ.
- 19 април – Открито е Световното първенство по снукър в Шефилд, Великобритания.
- 20 април – Фернандо Арминдо Луго Мендес е избран за президент на Парагвай.

### Май
- 2 и 3 май – Среща на високо равнище в Охрид 2008.
- 5 май – Рони О'Съливан печели за трети път Световното първенство по снукър.
- 7 май – Дмитрий Медведев става третият президент на Русия.
- 11 май – Местни и парламентарни избори в Сърбия.
- 15 – 17 май – В Тбилиси, Грузия се провежда Международна олимпиада по информационни технологии. България е представена от Александър Коларски, който печели златен медал.[7]
- 16 май – Украйна става 152-рата държава членка на Световната търговска организация.
- 16 май – Пета среща на върха на държавните и правителствени ръководители на държавите от Латинска Америка, Карибския регион и Европейския съюз в Лима, Перу.
- 18 – 22 май – Световна среща на българските медии е Мадрид, Испания.
- 19 май – Среща на Георги Първанов с краля на Испания Хуан Карлос в кралския дворец „Сарсуела“.
- 23 май – Посещение на генералния секретар на НАТО Яп де Хоп Схефер в София.
- 24 май – Песента на Дима Билан „Believe“ печели Евровизия, провела се в Белград, Сърбия.
- 25 май – Ген. Мишел Сюлейман е избран за президент на Ливан.
- 27 май – Министърът на външните работи на Канада Максим Берние подава оставка.
- 28 май – Държавата Непал е обявена за република.

### Юни
- 1 юни – Парламентарни избори в Република Македония.
- 1 юни – Местни избори в Румъния.
- 1 юни – Проведен е държавен зрелостен изпит по български език и литература, като на него участват 75 793 зрелостници от цяла България.
- 5 юни – Залата за пресконференции в Европейския парламента в Брюксел е преименувана в чест на Анна Политковская.
- 7 юни – Открито е Европейското първенство по футбол в Австрия и Швейцария.
- 7 юни – Ана Иванович става шампионка на Откритото първенство на Франция.
- 7 юни – Земетресение в Алжир с магнитуд 5,5 по скалата на Рихтер.
- 7 юни – В Куба са разрешени операциите за смяна на пола.
- 7 юни – Икономически форум в Санкт Петербург.
- 8 юни – Земетресение на п-ов Пелопонес, Гърция с магнитуд 6,5 по скалата на Рихтер.
- 8 юни – Рафаел Надал става шампион на Откритото първенство на Франция.
- 8 юни – Мощите на Свети Панталеймон, Свети Трифон, Свети Теодор Тирон и Свети Теодор Стратилат са върнати в манастира Свети Козма и Дамян, край село Гигинци (Пернишко).
- 12 юни – На референдум Ирландия отхвърля приемането на Договора от Лисабон.[8]
- 13 юни – Среща на върха на страните от Югоизточна Европа в Атина на тема „Междукултурните контакти по линия на морските, речните и езерни пътища в Югоизточна Европа“.
- 14 юни – Откриване на Експо 2008 в Сарагоса, Испания.
- 14 юни – Земетресение в Япония с магнитуд от 7 по скалата на Рихтер.
- 14 юни – По случай 80-годишнината от рождението на Че Гевара в родния му град Росарио, Аржентина е издигната бронзова статуя на революционера.
- 15 юни – Влиза в сила конституцията на Косово.[9]
- 18 юни – За Председател на БАН е избран акад. Никола Съботинов.[10]
- 22 юни – Морган Цвангирай се оттегля от надпреварата за президент на Зимбабве, като по този начин на президентските избори на 27 юни участва единствено дотогавашният президент на Зимбабве Робърт Мугабе.[11]
- 23 юни – 4 юли – Дни на България във френските градове Монпелие и Карно, България е представена от град Хасково.[12]
- 23 юни – 6 юли – За 122-ри път се провежда най-старият тенис турнир Уимбълдън.
- 26 юни – Долната камара на испанския парламент одобрява Договора от Лисабон.
- 27 юни – Втори тур на президентските избори в Зимбабве; избран е единственият кандидат и дотогавашен президент Робърт Мугабе.
- 28 юни – В катастрофа с хеликоптер загива министърът на вътрешните работи на Гватемала Винисио Гомес.
- 29 юни – Закриване на Европейското първенство по футбол 2008. Победител е Испания.
- 30 юни – В Мадрид се провежда световен петролен конгрес.

### Юли
- 1 юли – В Холандия се забранява тютюнопушенето на обществени места.
- 1 юли – Франция поема председателството на ЕС от Словения.
- 1 юли – Президентът на Полша Лех Качински отказва да ратифицира договора от Лисабон.[13]
- 2 юли – ЛДУ Кито побеждава отбора на Флуминензе във втората финална среща на копа Либертадорес чрез дузпи 5:5 (1:3 д.).
- 2 юли – В Колумбия е освободена Ингрид Бетанкур – бивша кандидатка за президент на страната, държана в плен от екстремистката групировка ФАРК в продължение на 6 години.
- 3 юли – В склад разположен до Челопечене се взривяват боеприпаси (за повече информация вижте Инцидент в поделение 18 250 край София).
- 4 – 6 юли – В Копривщица се провежда IV международен екологичен фестивал „Зелена вълна“.
- 4 юли – Президентите на Република Южна Осетия и Приднестровие Едуард Кокойти и Игор Смирнов подписват редица споразумения за партньорство в търговско-икономическата, научно-техническата и културната сфера – „Протокол за сътрудничество и консултации между министерството на външните работи на Република Южна Осетия и министерството на външните работи на Приднестровието“ и „Споразумение за сътрудничество между град Тираспол и град Цхинвали“.[14]
- 5 – 14 юли – Провеждане на фестивала Свети Фермин в Памплона, Испания.
- 5 – 27 юли – 95-а колоездачна обиколка на Франция, по-известна като „Тур дьо Франс“.
- 6 юли – Григор Димитров е новият шампион на тенис турнира Уимбълдън при юношите.[15]
- 7-9 юли – 34-та среща на Г-8 в Япония.
- 7 юли – Полага клетва новото правителство на Сърбия с министър-председател Мирко Цветкович.[16]
- 8 юли – Чехия става 18-а държава членка на Европейската космическа агенция.
- 8 – 13 юли – В Шумен се провежда Балканска олимпиада по информатика за деца до 15 години и половина. Победител на олимпиадата е отборът на България. Златни медали печелят Калина Петрова и Румен Христов.[17]
- 9 юли – Албания и Хърватия подписват протоколи за присъединяване към НАТО.
- 10 – 22 юли – В Мадрид се провежда 49-а международна олимпиада по математика. Българският отбор завоюва 2 златни, 1 сребърен и 3 бронзови медала.[18]
- 13 юли – В Париж се учреждава Средиземноморски съюз.
- 14 юли – В Нячанг (Виетнам) за 57-и път се провежда конкурсът „Мис Вселена“. Носителката на титлата „Мис Вселена 2008“ е Даяна Мендоса от Венецуела.
- 14 – 18 юли – В Брюксел се провежда четвърти кръг от преговорите между страните от ЕС и Централна Америка за постигане на споразумение за стратегическо асоцииране.
- 15 юли – Цената на билетите на градския транспорт в България стига 1 лев (в цялата страна).
- 17 юли – Великобритания ратифицира договора от Лисабон.
- 18 юли – В църквата на димитровградското село Светлина за първи път е изографисан образът на Васил Левски.[19]
- 18 юли – В Белград е арестуван Радован Караджич.[20]
- 20 – 29 юли – Провежда се международна олимпиада по физика в Ханой, Виетнам. Българският отбор печели 1 златен, 2 сребърни и 1 бронзов медал.[21]
- 23 юли – Първият президент на Непал Рам Баран Ядав полага клетва.[22]
- 26 юли – Студенти от Нова Зеландия предлагат 7400 долара за задържането на Кондолиза Райс заради отговорността ѝ за смъртта на най-малко 600 иракчани, убити от началото на инвазията на коалицията, ръководена от САЩ, в Ирак.[23]
- 30 – 31 юли – Провежда се среща на Асоциация за регионално сътрудничество в Южна Азия.
- 30 юли – 5 август – В Сеул се провежда Световен конгрес на философията.

### Август
- 1 август – Крал Джордж Тупоу V е коронясан повторно за крал на Тонга в западен стил.[24]
- 1 август – Слънчево затъмнение видимо от Северна Америка, северния полюс, Европа (без най-южните части), Русия, Монголия и Китай. В България то е частично, с малка фаза.[25][26]
- 3 – 9 август – В Мексико се провежда 17-а Международна конференция по проблемите на СПИН.[27]
- 6 август – В Мавритания е извършен държавен преврат.[28][29]
- 5 август – Публикуван е доклад за ролята на Франция в геноцида в Руанда, в който се казва, че френски политици, дипломати и военни лидери, сред които тогавашният президент Франсоа Митеран, министър-председател Едуар Баладюр и външният министър Ален Жупе, са били съучастници при извършването на геноцида.[30]
- 8 август – Открити са Олимпийските игри в Пекин.[31]
- 15 август – Бившият президент на Чад Хисен Хабре е осъден заедно с още 11 души на смърт за престъпления срещу държавата.[32]
- 16 август – Румяна Нейкова печели златен медал на Олимпиадата в Пекин в дисциплината скиф.[33]
- 18 август – Первез Мушараф подава оставка като президент на Пакистан.[34]
- 19 – 21 август – Проведен е 39-и Форум на тихоокеанските острови.[35]
- 20 август – Полет 5022 на „Спанеър“ от Мадрид, Испания до Гран Канария, излиза от пистата и се разбива на летище „Мадрид-Барахас“. От 172 души на борда 146 умират веднага, а още 8 умират по-късно от наранявания, получени при катастрофата.
- 24 август – Закрити са Олимпийските игри в Пекин.[36]
- 24 август – Самолетът при полет 6895 на „Иран Ейсмен Еърлайнс“ се разбива близо до летището в Бишкек при опит да кацне аварийно и убива 65 души на борда.
- 26 август – Президентът на Русия Дмитрий Медведев подписва укази, с които се признава независимостта на Абхазия и Южна Осетия.[37]

### Септември
- 1 септември – На извънредна среща на ЕС е приета резолюция, която осъжда действията на Русия в Южна Осетия и признаването на независимостта на Абхазия и Южна Осетия.
- 5 септември – Лидерите на страните-членки на ОДКС подкрепят действията на Русия в Южна Осетия.
- 5 – 6 септември – В Ангола се провеждат парламентарни избори. Това са първите избори в страната от 1992 година.[38]
- 14 септември – Самолетът при полет 821 на „Аерофлот“ се разбива в участък от Транссибирската железопътна линия, докато се приближава към международното летище „Перм“, Перм, Русия, загиват всички 88 души на борда.
- 26 септември – УЕФА потвърждава, че на европейските първенства по футбол от 2016 година ще участват 24 отбора, вместо дотогавашните 16.[39] Също така е променен форматът на Европейския клубен турнир за купата на УЕФА, който е преименуван на УЕФА Лига Европа от сезон 2009 – 2010.[40]
- 28 септември – В Беларус са проведени парламентарни избори. Опозицията не печели места в парламента.[41]

### Октомври
- 15 октомври – В Азербайджан се провеждат президентски избори; с 89% печели дотогавашният президент Илхам Алиев.[42]
- 18 октомври – На конгрес в Габрово е променено името на партия Национално движение Симеон Втори на Национално движение за стабилност и възход.[43]
- 24 – 25 октомври – В Китай се провежда Седмата среща на върха на държавните и правителствени ръководители на страните от Азиатско-европейския форум.[44]

### Ноември
- 1 – 3 ноември – Във Варна се провежда първият велик събор на българите по света. Взимат участие над хиляда българи от 28 държави.[45] Избира се и Световен парламент на българите. Той се състои от 200 депутати и към него ще действат 7 комисии.[46]
- 4 ноември – За 44-ти президент на САЩ е избран Барак Обама.
- 7 ноември – На посещение в Узбекистан президентът на България Георги Първанов отстрелва защитен вид козел – архар (Ovis ammon), който е световнозастрашен вид в международната Червена книга.[47][48]
- 22 – 23 ноември – 20-а среща на Азиатско-Тихоокеанско икономическо сътрудничество в Лима (Перу).
- 25 ноември – В Гренландия се провежда референдум за по-голяма автономия на острова от Дания.[49]
- 26 ноември – Серия от терористични атентати в Мумбай, Индия – жертвите са 160 души, а ранените са над 327.[50]

### Декември
- 1 декември – КНДР затваря изцяло границата си с Южна Корея като по този начин са прекъснати и жп връзките с двете страни.[51]
- 3 декември – В Осло е подписана Международна конвенция за забрана на касетъчните боеприпаси.[52]
- 3 – 5 декември – Провежда се Международен младежки фестивал по математика в Лакнау (Индия), взимат участие 64 отбора от 12 държави. България е представена от учениците от СМГ: Никола Клинкачев, Вито Миланов и Димитър Христов, Димитър Христов, Дин Фан Анх и Георги Керчев, които печелят 11 златни и 1 сребърен медал.[53]
- 5 декември – С ДНК-експертиза е потвърдено, че намерените през 1991 година кости в близост до Екатеринбург действително принадлежат на последния цар на Русия Николай II.[54]
- 6 декември – В Зимбабве е пусната банкнота с номинал 200 000 000 зимбабвийски долара, тъй като инфлацията в страната е 231 000 000%.[55]
- 12 декември – Швейцария става 25-а държава, присъединила се към Шенгенската зона.[56]
- 27 декември – Въздушни атаки над Ивицата Газа от страна на Израел; убити са около 375 души, от които 60 цивилни, а ранените са над 1700.[57]

## Починали
- Катя Костова, българска художничка (р. 1940 г.)

### януари
- 3 януари – Александър Абдулов, руски актьор (* 1953 г.)
- 10 януари
  - Майла Нурми, финландско-американска актриса (* 1922 г.)
  - Георги Цанев, български журналист (* 1944 г.)
- 11 януари
  - Иля Талев, български писател и езиковед (* 1937 г.)
  - Едмънд Хилари, първият човек изкачил Еверест (* 1919 г.)
- 16 януари – Никола Клюсев, първият министър-председател на Република Македония (* 1927 г.)
- 17 януари
  - Боби Фишер, американски шахматист, световен шампион по шахмат (* 1943 г.)
  - Гленда Сандърс, американска писателка (* 1948 г.)
- 19 януари – Сюзан Плешет, американска актриса (* 1937 г.)
- 22 януари
  - Венец Цонев, български статистик и социолог (* 1917 г.)
  - Хийт Леджър, американски киноактьор, носител на „Оскар“ (* 1979 г.)
- 27 януари
  - Мухамед Сухарто, индонезийски генерал и политик, президент на Индонезия (1967 – 1998) (* 1921 г.)
  - Гордън Хинкли, американски религиозен водач (* 1910 г.)

### февруари
- 2 февруари – Джошуа Лидърбърг, американски молекулярен биолог, носител на Нобелова награда (* 1925 г.)
- 5 февруари
  - Асен Попов, български скулптор (* 1925 г.)
  - Махариши Махеш Йоги, индийски духовен водач (* 1914 г.)
- 7 февруари – Андрю Берти, Велик магистър на Суверенния Малтийски орден (* 1929 г.)
- 10 февруари – Рой Шайдър, американски актьор (* 1932 г.)
- 12 февруари – Аркадий Патаркацишвили, грузински бизнесмен, по-известен като Бадри Патаркацишвили (* 1955 г.)
- 13 февруари – Анри Салвадор, френски певец (* 1917 г.)
- 20 февруари – Живко Сталев, български юрист (* 1912 г.)
- 20 февруари – Янина Мишчукайте, литовска певица (* 1948 г.)
- 23 февруари
  - Янез Дрновшек, словенски политик – два пъти министър-председател на Словения (* 1950 г.)
  - Пол Фрер, белгийски пилот от Формула 1 (* 1917 г.)
- 27 февруари – Бойд Кодиктън, американски автомобилен дизайнер (* 1944 г.)
- 28 февруари – Рашо Рашев, български историк (* 1943 г.)

### март
- 2 март – Джеф Хили, канадски музикант (* 1966 г.)
- 3 март – Антон Лебанов, известен банатски българин, общественик, юрист, журналист и поет (* 1912 г.)
- 9 март – Александър Лепавцов, политик и журналист от Република Македония (* 1935 г.)
- 13 март – Илиян Симеонов, български режисьор (* 1963 г.)
- 15 март
  - Стефан Геренски, български футболист (* 1926 г.)
  - Джордж Лоу, американски астронавт (* 1956 г.)
- 18 март – Антъни Мингела, британски кинорежисьор (* 1954 г.)
- 19 март
  - Артър Кларк, британски писател и изобретател (* 1917 г.)
  - Хюго Клаус, белгийски писател (* 1929 г.)
  - Пол Скофийлд, британски актьор (* 1922 г.)
- 24 март – Ричард Уидмарк, американски актьор (* 1914 г.)
- 27 март – Людмил Младенов, български художник (* 1932 г.)
- 29 март – Белчо Белчев, български финансист и политик (* 1932 г.)
- 31 март – Жул Дасен, американски режисьор (* 1911 г.)

### април
- 1 април – Петър Славов, български барабанист (* 1941 г.)
- 5 април – Чарлтън Хестън, американски актьор (* 1923 г.)
- 6 април – Георги Тишков, български скулптор (* 1946 г.)
- 11 април – Клод Аб, френски футболист-вратар (* 1927 г.)
- 12 април – Патрик Хилъри, президент на Република Ирландия (* 1923 г.)
- 13 април – Джон Уилър, американски физик-теоретик (* 1911 г.)
- 14 април – Хорст Бингел, немски поет и белетрист (* 1933 г.)
- 16 април – Едуард Нортън Лоренц, американски математик и метеоролог (* 1917 г.)
- 17 април – Еме Сезер, френски поет и политик (* 1913 г.)
- 20 април – Ксенте Богоев, македонски политик, академик и университетски професор (* 1919 г.)
- 29 април – Алберт Хофман, швейцарски учен (* 1906 г.)

### май
- 4 май – Георги Пухалев, български учен (* 1935 г.)
- 10 май – Атанас Агура, български архитект (* 1926 г.)
- 10 май – Джесика Джейкъбс, австралийска актриса и певица (* 1990 г.)
- 12 май – Ирена Сендлерова, полска активистка от Съпротивата (* 1910 г.)
- 13 май – Саад I ал-Абдула ал-Салем ал-Сабах, емир на Кувейт (* 1930 г.)
- 15 май – Уилис Лам, американски физик, носител на Нобелова награда (* 1913 г.)
- 22 май – Робърт Асприн, американски писател (* 1946 г.)
- 23 май – Корнел Капа, унгарско-американски фотограф (* 1918 г.)
- 24 май – Петър Семерджиев, български политик (* 1917 г.)
- 26 май – Сидни Полак, американски режисьор, актьор и продуцент, носител на „Оскар“ (* 1934 г.)
- 28 май – Свен Давидсон, шведски тенисист (* 1928 г.)
- 29 май – Пола Гън Алън, американска писателка (* 1939 г.)

### юни
- 1 юни
  - Йозеф Лапид, израелски журналист и политик (* 1931 г.)
  - Ив Сен Лоран, френски моден дизайнер (* 1936 г.)
- 2 юни
  - Бо Дидли, американски музикант (* 1928 г.)
  - Мел Ферер, американски актьор, режисьор и продуцент (* 1917 г.)
- 3 юни – Григорий Романов, съветски политик (* 1923 г.)
- 7 юни – Дино Ризи, италиански режисьор (* 1916 г.)
- 8 юни – Петер Рюмкорф, немски поет, белетрист и драматург (* 1929 г.)
- 9 юни
  - Алгис Будрис, американски писател (* 1931 г.)
  - Карен Асрян, арменски шахматист, гросмайстор (* 1980 г.)
- 10 юни
  - Любен Дилов (баща), български писател (* 1927 г.)
  - Чингиз Айтматов, киргизки писател (* 1928 г.)
- 17 юни
  - Сид Чарис, американска актриса и танцьорка (* 1922 г.)
  - Светлозар Раев, български политик (* 1927 г.)
- 20 юни
  - Стоян Величков, български кавалджия (* 1930 г.)
- 22 юни
  - Джордж Карлин, американски комик (* 1937 г.)
  - Герхард Майер, швейцарски писател (* 1917 г.)
- 24 юни – Леонид Хурвич, полско-американски икономист и математик, носител на Нобелова награда (* 1917 г.)
- 29 юни – Димитър Екимов (Дими от „Сленг“), музикант (* 1970 г.)

### юли
- 1 юли – Косю Косев, български ядрен инженер (* 1944 г.)
- 4 юли
  - Джеси Хелмс, американски политик (* 1921 г.)
  - Томас Диш, американски писател (* 1940 г.)
- 5 юли – Рене Харис, президент на Науру (* 1947 г.)
- 6 юли – Нона Мордюкова, съветска и руска киноактриса (* 1925 г.)
- 11 юли – Майкъл Дебейки, американски кардиохирург (* 1908 г.)
- 12 юли – Вили Казасян, български джаз музикант, композитор и диригент (* 1934 г.)
- 13 юли – Бронислав Геремек, полски политик (* 1932 г.)
- 22 юли – Естел Гети, американска актриса (* 1923 г.)
- 25 юли – Джони Грифин, американски саксофонист (* 1928 г.)
- 27 юли
  - Христо Ганев, български географ
  - Юсеф Шахин, египетски режисьор (* 1926 г.)
- 29 юли – Мате Парлов, хърватски боксьор (* 1948 г.)
- 30 юли
  - Валентина Топузова, българска преводачка (* 1918 г.)
  - Ивайла Вълкова, българска журналистка (* 1925 г.)

### август
- 3 август – Александър Солженицин, руски писател и историк, лауреат на Нобелова награда за литература през 1970 година (* 1918 г.)
- 9 август
  - Бърни Мак, американски актьор и комик (* 1957 г.)
  - Махмуд Дарвиш, палестински поет (* 1941 г.)
- 10 август – Айзък Хейс, американски музикант (* 1942 г.)
- 15 август – Илия Буржев, български поет (* 1931 г.)
- 19 август – Леви Мванаваса, президент на Замбия (* 1948 г.)
- 23 август – Томас Уелър, американски вирусолог, носител на Нобелова награда (* 1915 г.)
- 28 август – Фил Хил, американски автомобилен състезател и пилот от Формула 1 (* 1927 г.)
- 29 август – Даниела Сеизова, българска журналистка и репортер на БТВ

### септември
- 12 септември – Дейвид Фостър Уолъс, американски писател (* 1962 г.)
- 14 септември – Георги Китов, български археолог (* 1943 г.)
- 15 септември – Ричард Райт, английски музикант, пианист в групата Пинк Флойд (* 1943 г.)
- 18 септември – Маурисио Кагел, германско-аржентински композитор (* 1931 г.)
- 26 септември – Пол Нюман, американски актьор, носител на „Оскар“ (* 1925 г.)
- 27 септември – Ивелин Димитров, български музикант (* 1931 г.)
- 29 септември – Константин Павлов, български поет и киносценарист (* 1933 г.)
- 30 септември – Криста Райниг, немска писателка (* 1926 г.)

### октомври
- 6 октомври – Мурад Абро, пакистански политик (* 1966 г.)
- 8 октомври – Джеордже Емил Паладе, румънски клетъчен биолог (* 1912 г.)
- 11 октомври – Йорг Хайдер, австрийски политик (* 1950 г.)
- 13 октомври
  - Гийом Депардийо, френски актьор (* 1971 г.)
  - Георги Г. Георгиев, български актьор (* 1939 г.)
- 15 октомври – Людмила Добринова, български музикален деятел (* 1932 г.)
- 23 октомври – Димитър Киров, български художник (* 1935 г.)
- 25 октомври – Муслим Магомаев, азербайджански певец (* 1942 г.)
- 29 октомври – Уилям Уортън, американски писател (* 1925 г.)
- 31 октомври – Стъдс Търкъл, американски писател и журналист (* 1912 г.)

### ноември
- 1 ноември
  - Димитър Калчев, български политик, бивш министър на държавната администрация и кмет на Русе (* 1945 г.)
  - Жак Пикар, швейцарски океанограф и инженер (* 1922 г.)
  - Има Сумак, перуанска певица (* 1922 г.)
- 4 ноември – Майкъл Крайтън, американски писател (* 1942 г.)
- 9 ноември – Мириам Макеба, южноафриканска певица (* 1932 г.)
- 12 ноември – Мич Мичъл, британски барабанист (* 1947 г.)
- 14 ноември – Цветанка Христова, българска състезателка по хвърляне на диск, европейска и световна шампионка (* 1962 г.)
- 19 ноември – Лили Попиванова, българска актриса (* 1922 г.)
- 17 ноември – Ангел Ангелов, български художник (* 1923 г.)
- 20 ноември – Ема Голдрик, американска писателка (* 1923 г.)
- 22 ноември – Ибрахим Насир, президент на Малдивите (* 1926 г.)
- 29 ноември – Йорн Утзон, датски архитект (* 1918 г.)

### декември
- 2 декември
  - Леон Даниел, български театрален режисьор (* 1927 г.)
  - Одета Холмс, американска певица (* 1930 г.)
- 5 декември
  - Алексий II, 16-ият патриарх на Москва и цяла Русия и примас на православната църква (* 1929 г.)
  - Нина Фох, американска актриса (* 1924 г.)
- 9 декември – Юрий Глазков, съветски космонавт (* 1939 г.)
- 11 декември – Даниъл Карлтън Гайдъшек, американски лекар, носител на Нобелова награда (* 1923 г.)
- 12 декември – Тасос Пападопулос, президент на Кипър
- 18 декември – Мейджъл Барет, американска актриса (* 1932 г.)
- 20 декември
  - Олга Лепешинская, руска балерина (* 1916 г.)
  - Робърт Мълиган, американски режисьор (* 1925 г.)
- 22 декември
  - Лансана Конте, президент на Гвинея (* 1934 г.)
  - Иван Рудников, български писател (* 1921 г.)
- 24 декември
  - Иван Татарчев, български юрист (* 1930 г.)
  - Харолд Пинтър, британски драматург, поет, режисьор и актьор, лауреат на Нобелова награда за литература през 2005 година (* 1930 г.)
  - Самюъл Хънтингтън, американски социолог и политолог (* 1927 г.)
- 25 декември – Ърта Кит, американска актриса, певица и кабаретна звезда (* 1927 г.)
- 28 декември – Сюзън Симънс, американска писателка (* 1946 г.)
- 31 декември – Виера Прокешова, словашка българистка, преводачка, поетеса и есеистка (* 1957 г.)

## Нобелови лауреати
- Икономика – Пол Крюгман[58]
- Литература – Жан-Мари Густав[59]
- Медицина – Люк Монтание, Франсоаз Баре-Синуси и Харалд цур Хаузен[60]
- Мир – Марти Ахтисаари[61]
- Физика – Йоичиро Намбу, Макото Кобаяши и Тошихиде Масакава[62]
- Химия – Мартин Чалфи, Осаму Шимомура и Роджър Циен[63]